# Casa de los Deanes
La Casa de los Deanes es un edificio de la ciudad española de Ávila. Propiedad de la Diputación Provincial de Ávila por compra en 24 de junio de 1964, es sede del Museo provincial de Ávila. Cuenta con el estatus de Bien de Interés Cultural.

## Descripción

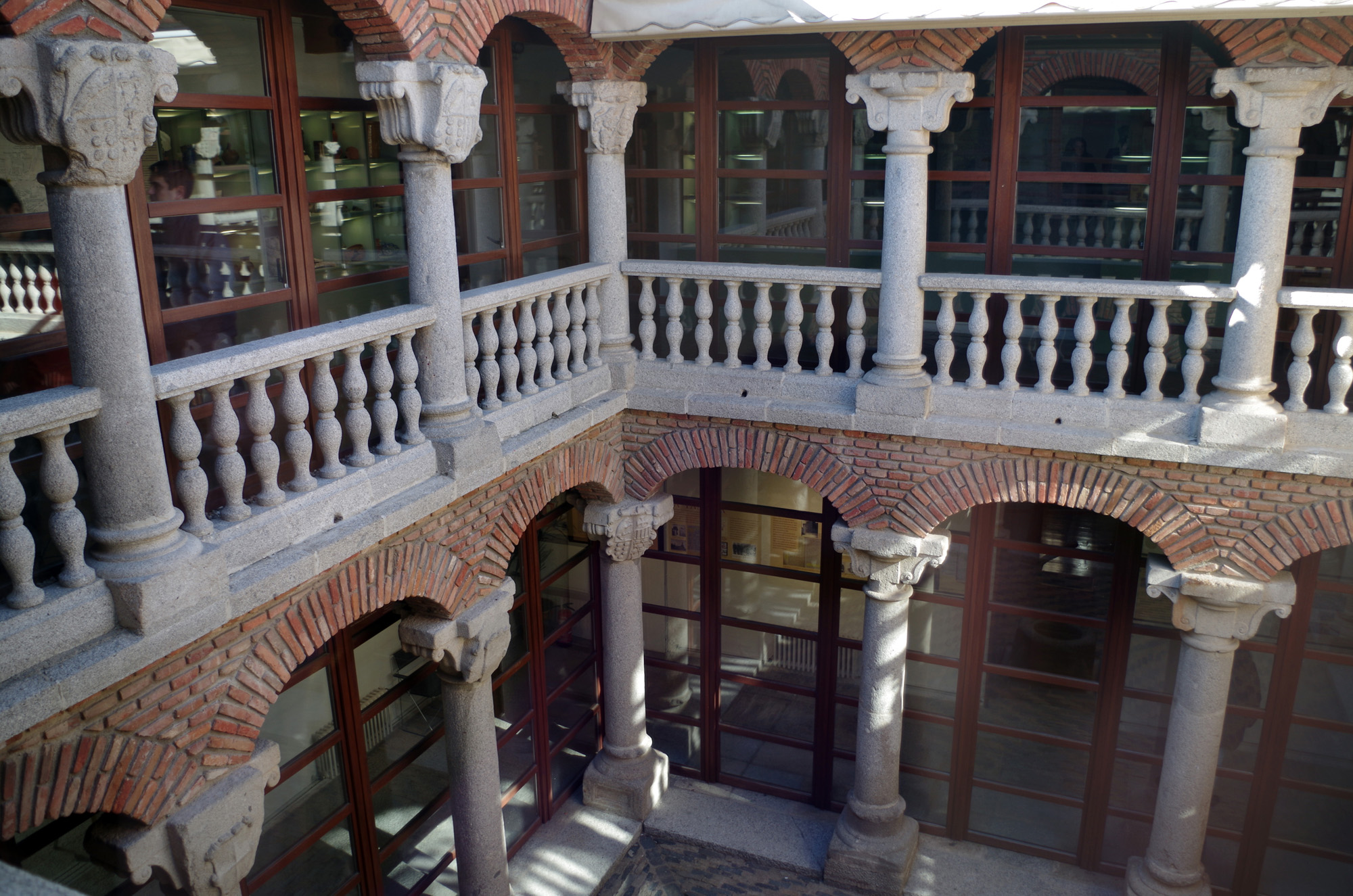
Patio interior

El Palacio, o casa, de los Deanes está ubicado en la ciudad de Ávila, capital de la provincia homónima, en Castilla y León. Es sede del Museo de Ávila.
Fue declarado monumento histórico artístico el 1 de marzo de 1962, mediante un decreto publicado el día 9 de ese mismo mes en el Boletín Oficial del Estado, firmado por el entonces ministro de Educación Nacional Jesús Rubio García-Mina y por el dictador Francisco Franco, en el que se incluían este y otros museos del país y los respectivos edificios que estos ocupaban. En la actualidad está catalogado como Bien de Interés Cultural, con la categoría de monumento, habiendo sido delimitado el entorno de protección el 26 de septiembre de 1991, mediante decreto publicado en el Boletín Oficial de Castilla y León el 1 de octubre de ese mismo año.